# San Isidro (Culebra)
San Isidro es un barrio ubicado en la isla-municipio de Culebra en el estado libre asociado de Puerto Rico. En el Censo de 2010 tenía una población de 16 habitantes y una densidad poblacional de 0,24 personas por km².

## Geografía

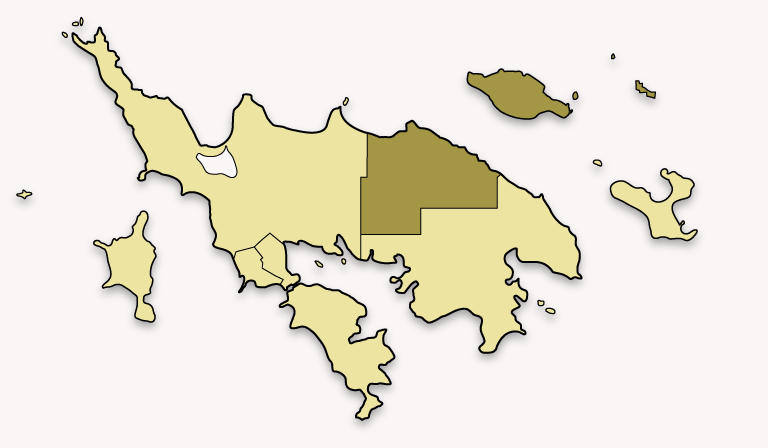
Ubicación del barrio de San Isidro en el municipio de Culebra

San Isidro se encuentra ubicado en las coordenadas 18°20′51″N 65°14′12″O / 18.34750, -65.23667. Según la Oficina del Censo de los Estados Unidos, San Isidro tiene una superficie total de 66,34 km², de la cual 5,85 km² corresponden a tierra firme y (91,19%) 60,5 km² es agua.

## Demografía
Según el censo de 2010, había 16 personas residiendo en San Isidro. La densidad de población era de 0,24 hab./km². De los 16 habitantes, San Isidro estaba compuesto por el 68,75% blancos, el 25% eran afroamericanos y el 6,25% eran de otras razas. Del total de la población el 87,5% eran hispanos de cualquier raza.